# Csapottspórás tinóru
A csapottspórás tinóru (Xerocomellus porosporus) a tinórufélék családjába tartozó, főleg lomberdőkben termő, ehető gombafaj. Egyéb elnevezései csapottspórás nemezestinóru, hamis aranytinóru, repedéses nemezestinóru.

## Megjelenése
A csapottspórás tinóru kalapja 4-8 cm átmérőjű, alakja fiatalon domború, idősen majdnem laposra kiterül. Felülete finoman bársonyos, többnyire hamar táblásan felrepedezik és fehér húsa kilátszik a repedések között. Színe szürkés, olívbarnás, többnyire vöröses árnyalat nélkül. Húsa krémszínú vagy piszkossárgás, a kalapban sérülésre nem kékül, idősebben megpuhul. Íze és szaga nem jellegzetes.
Termőrétege csöves, a pórusok viszonylag tágak, szögletesek. Színe kezdetben piszkossárgás, majd sárgászöldes, sérülésre elkékül.
Spórapora olívbarna. Spórái ellipszis-orószerűek, egyik végükön csapottak. Felületük sima, méretük 11,5-17 x 4,5-6,5 µm. 
Tönkje 3-6 cm magas és 1-2 cm vastag. Alakja hengeres vagy kissé bunkós, felülete szálas, színe felül okkeres, lefelé olívbarnás, néha vöröses árnyalatú. Idősen kissé feketedő.

### Hasonló fajok
Hasonlíthat hozzá az aranytinóru, a hamvas tinóru és a molyhos tinóru.

## Elterjedése és termőhelye
Európában és Észak-Amerikában honos. Magyarországon gyakori.
Elsősorban lomberdőkben él, ahol főleg tölgyekkel létesít gyökérkapcsoltságot. Júniustól szeptemberig terem. 

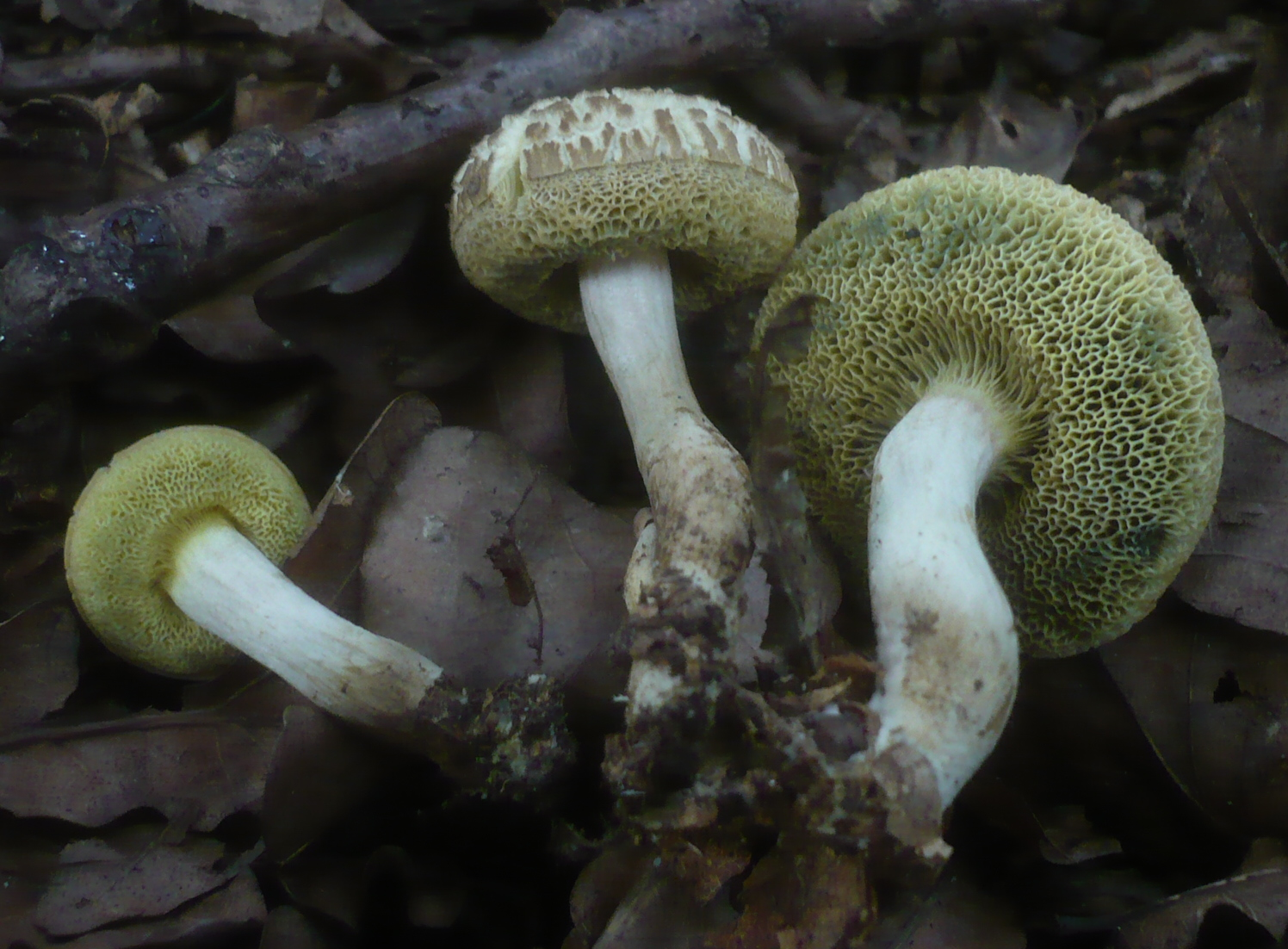
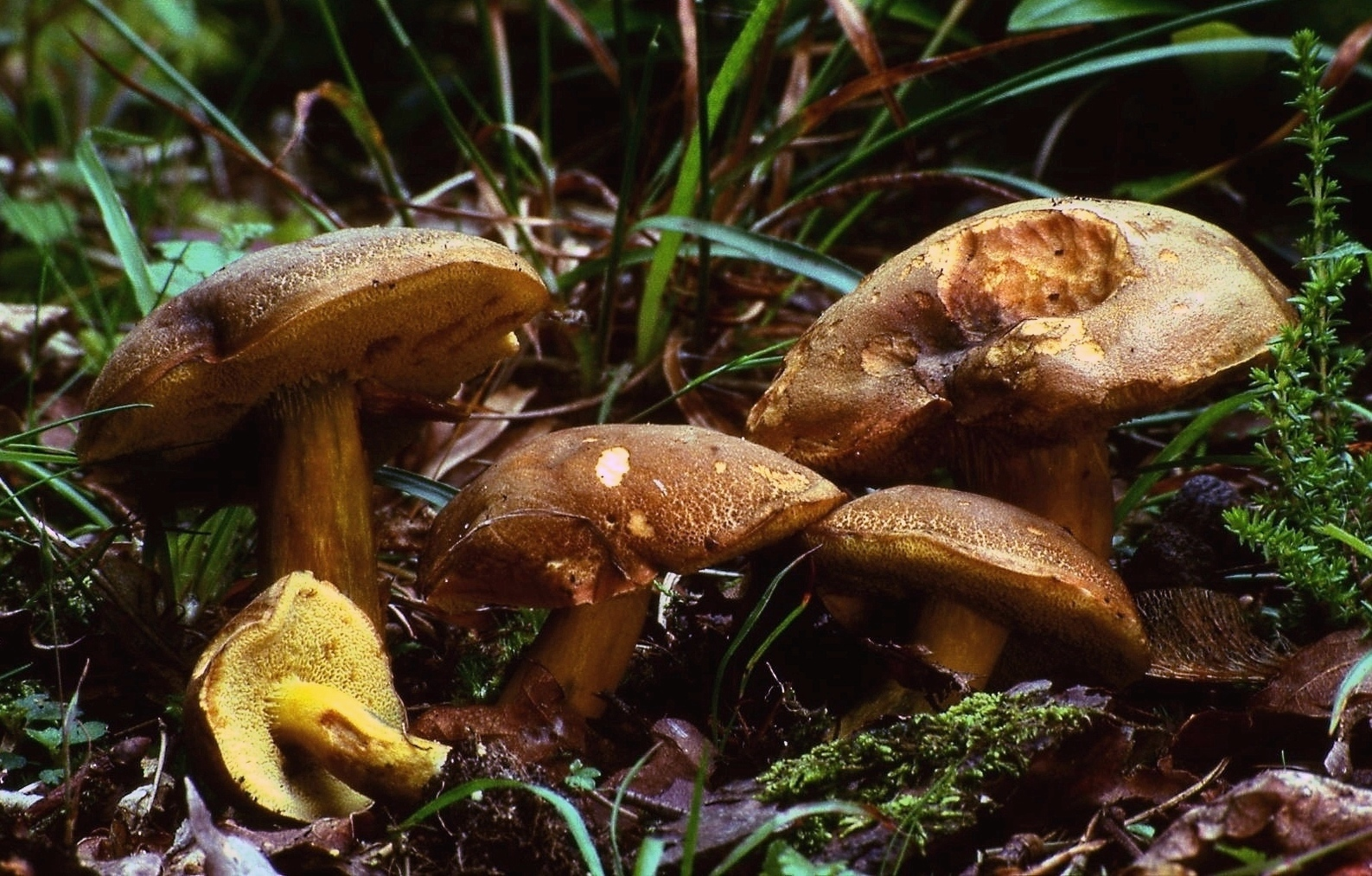
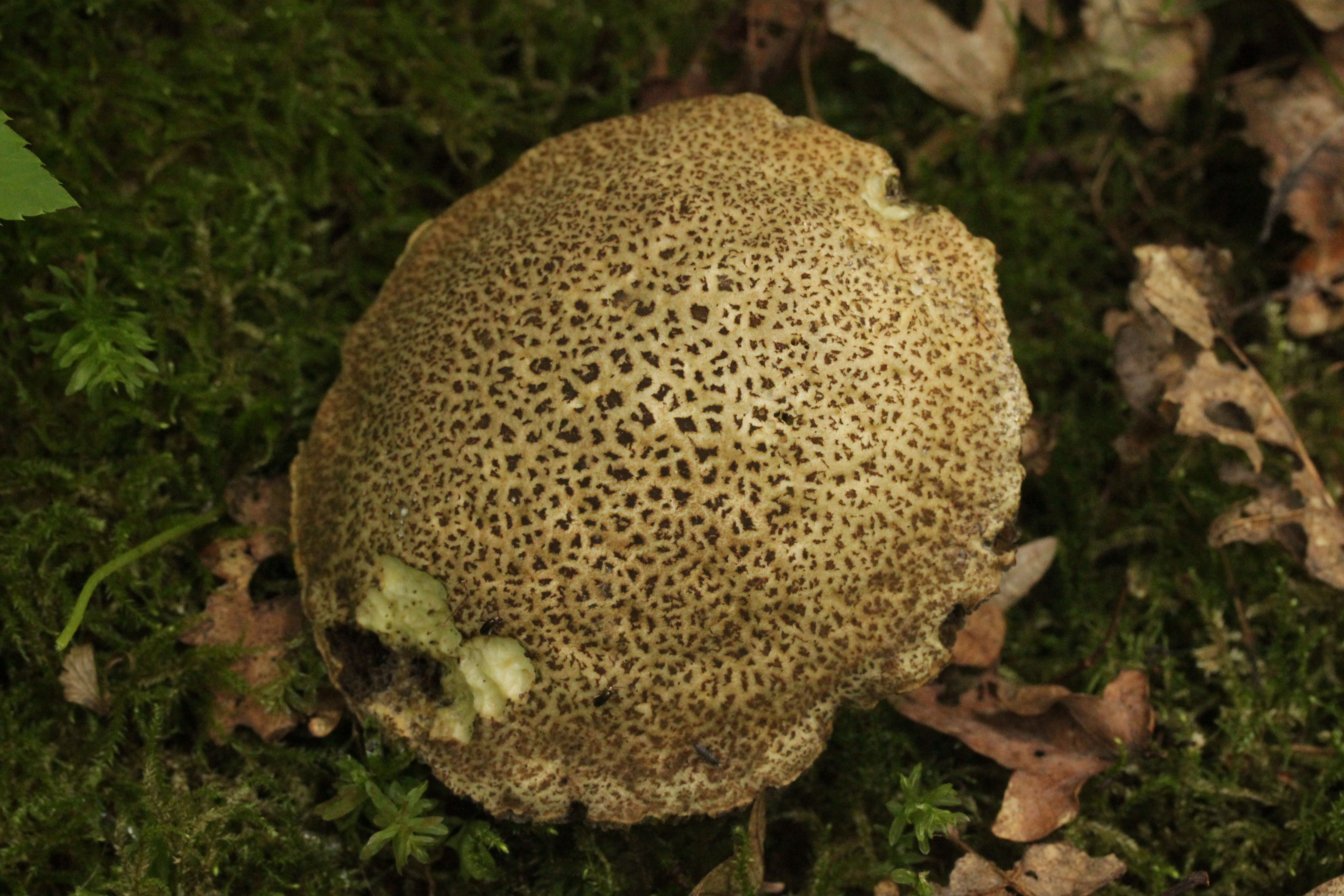
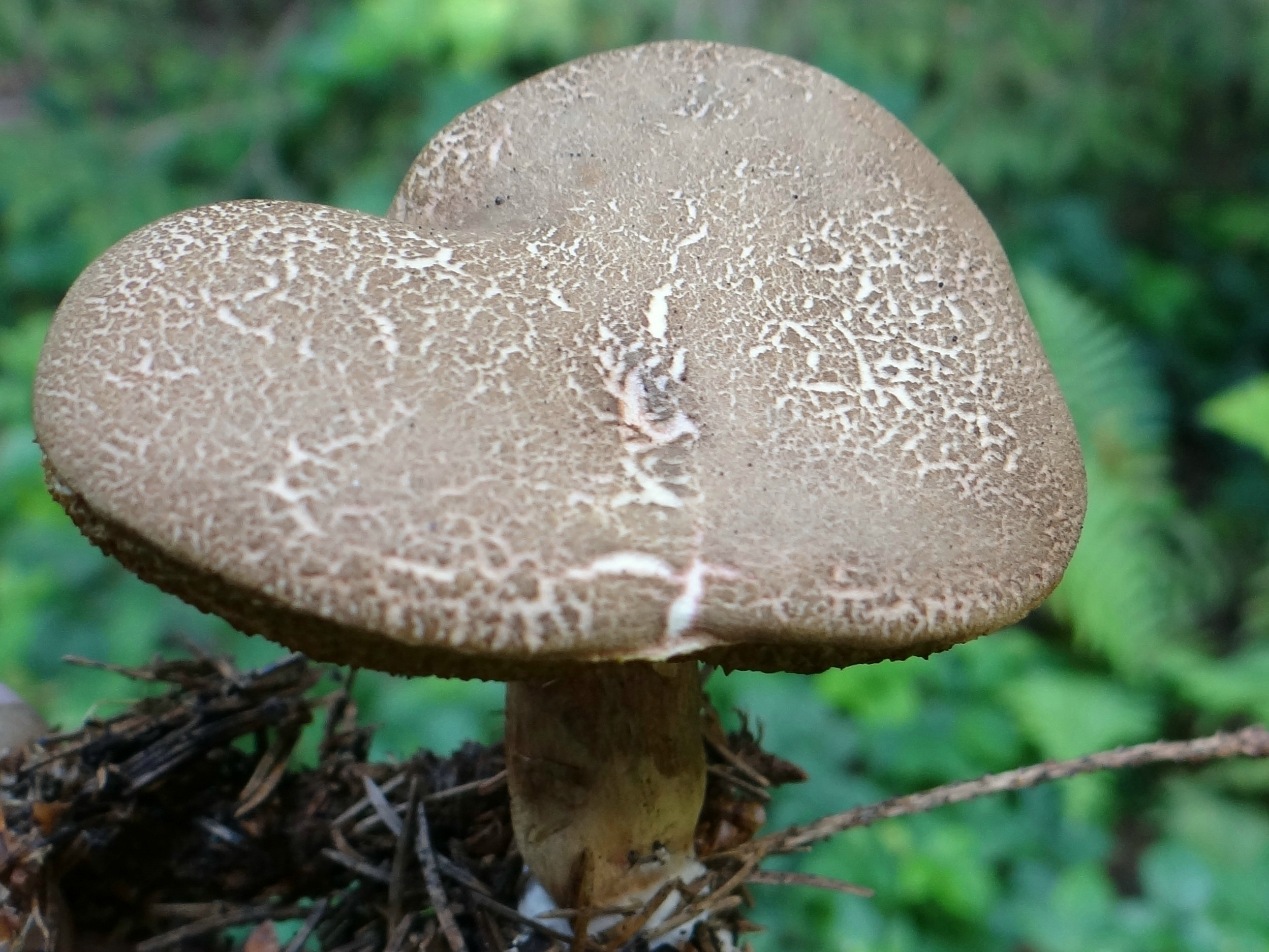
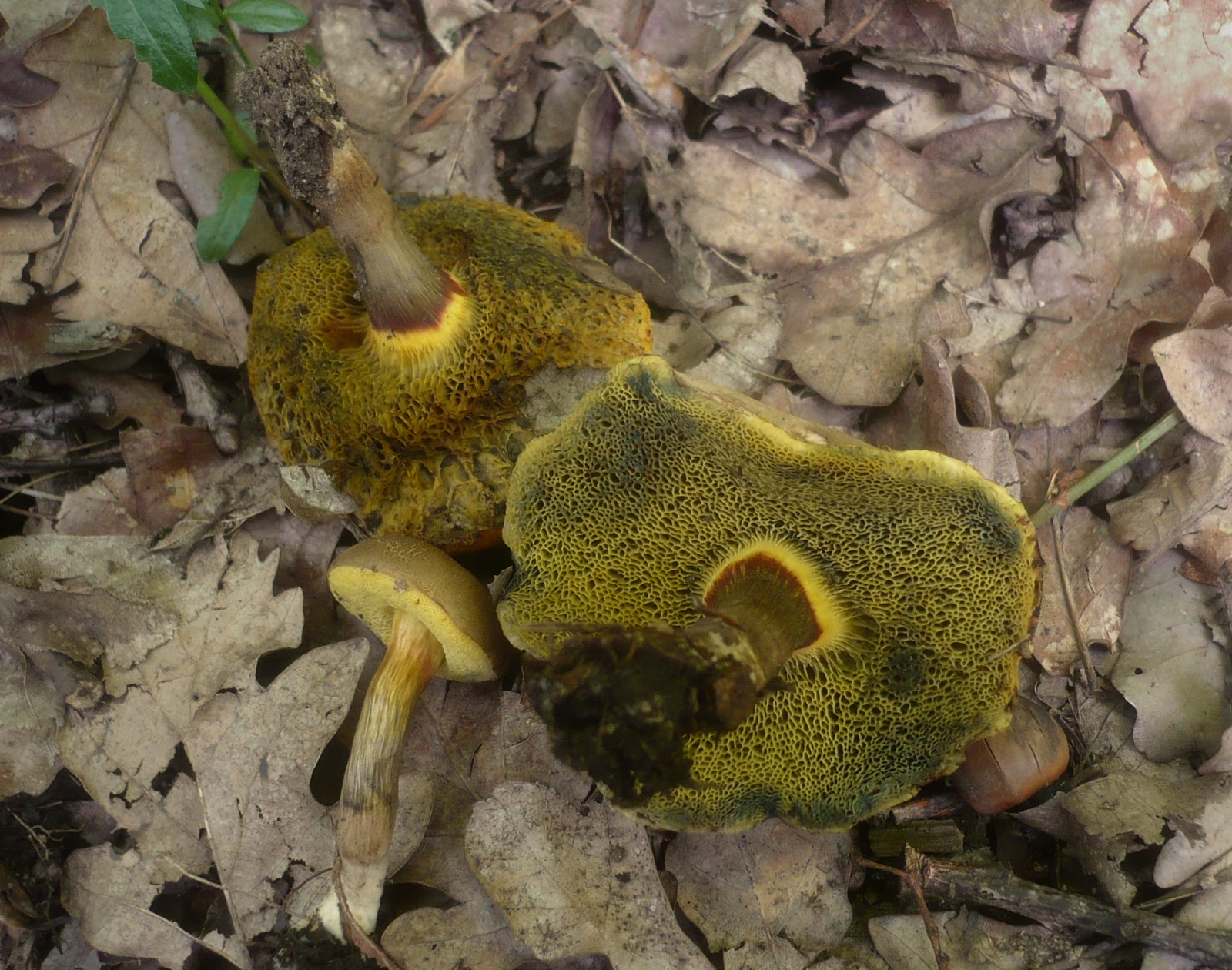

Ehető, de nem túl ízletes gomba. 